# شاين لويس
شاين لويس (بالإنجليزية: Shane Lewis)‏ هو سائق سيارة سباق أمريكي، ولد في 8 أغسطس 1967 في لانكستر في الولايات المتحدة.

## وصلات خارجية
- شاين لويس على موقع Racing-Reference.info (الإنجليزية)
- شاين لويس على موقع DriverDB.com (الإنجليزية)